# Schlossberg (Gützkow)

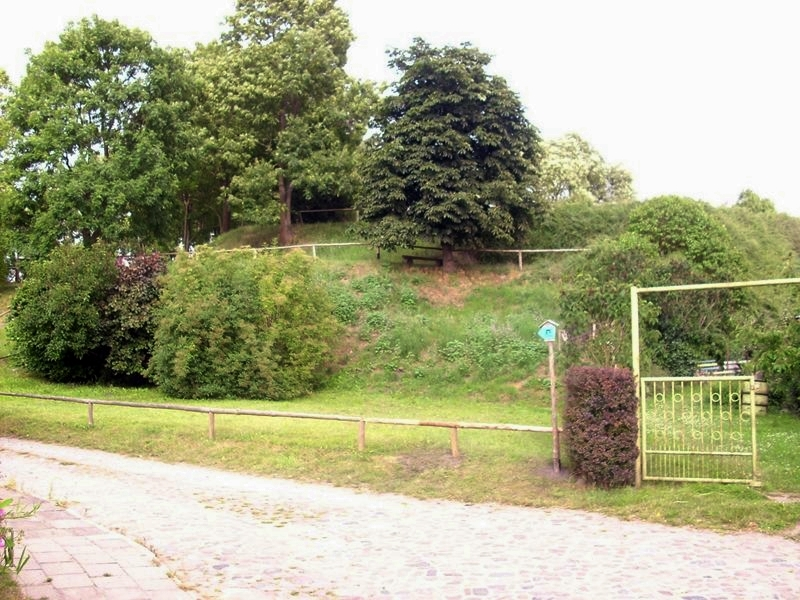
Blick auf den Burgberg

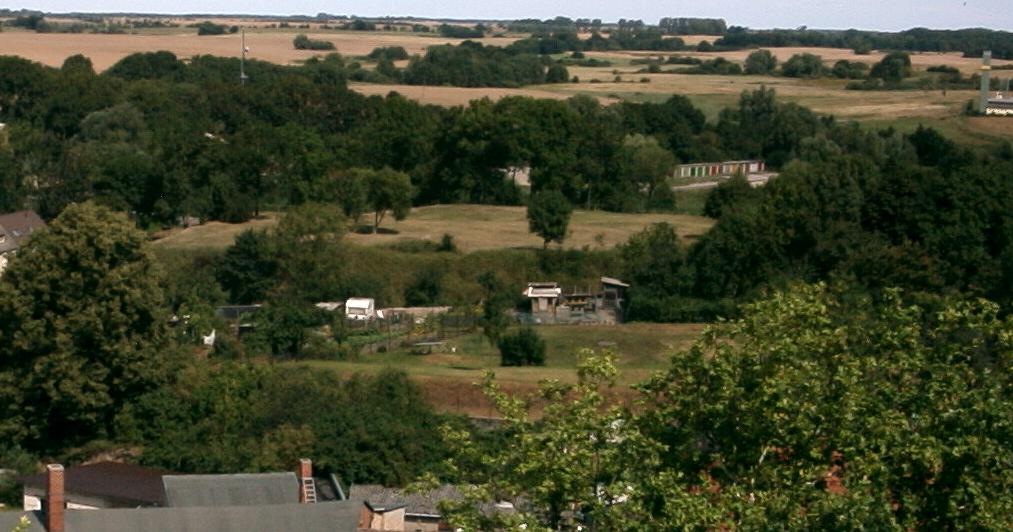
Schlossberg Gützkow – Sicht vom Kirchturm 2003

Der Schlossberg in Gützkow im Landkreis Vorpommern-Greifswald ist eine unbebaute Erhebung nördlich des Stadtkerns. Gützkow war im 11. und 12. Jahrhundert ein bedeutendes Zentrum und Tempelort der Slawen. Im 13. und 14. Jahrhundert befand sich hier die Burg der Grafen von Gützkow. Später stand hier ein Schloss der Herzöge von Pommern. Seit 1933 ist der Schlossberg unter Schutz, seit 1954 ein staatliches Bodendenkmal.

## Lage
Der Schlossberg befindet sich etwa 250 Meter nördlich des Stadtzentrums und 280 Meter südlich der Bundesstraße 111. Östlich und nördlich verläuft ein Bach, die Swinow, durch eine ausgedehnte feuchte Niederung. Von Westen her ist der Schlossberg von der Straße aus zugänglich.

## Geschichte

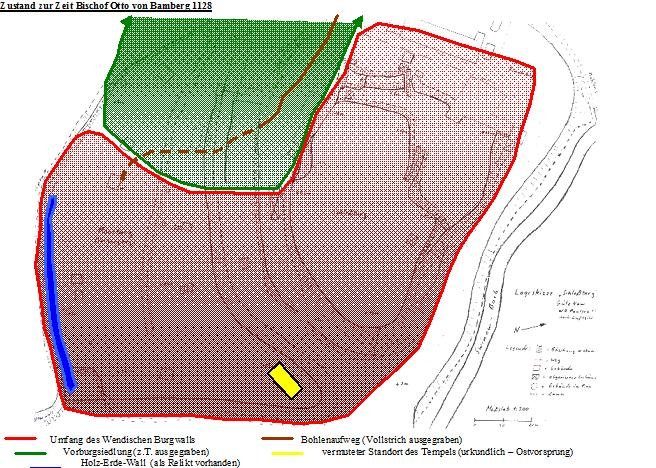
Zustandsskizze um 1128

### Altslawische Anlage
Etwa 10 % der über 5000 Funde von 1998 bis 2003 stammen aus der altslawischen Zeit ab 700. Es ist die typische Feldberger Keramik. Vereinzelte Funde aus dem Neolithikum sind dagegen unerheblich.

### Jungslawische Burganlage

Slaw. Siedlung Gützkow – Bohlenweg und Hausfundamente (Grabung 1933)

Um 1100 befand sich hier eine hölzerne Burganlage auf einer natürlichen Anhöhe, die sich über den Schlossberg und den damals mit diesem zusammenhängenden südlich gelegenen Moosberg erstreckte. Am Westhang dieses Hügels befand sich eine slawische Siedlung. Als Bischof Otto von Bamberg auf seiner zweiten Missionsreise nach Pommern im Jahre 1128 Gützkow erreichte, herrschte dort der Fürst Mitzlaw als Kastellan, der gerade ein Vasall des pommerschen Herzogs Wartislaw I. geworden war. 1140 wurde Gützkow erstmals urkundlich als fürstliche Burg erwähnt. Heinrich der Löwe ließ 1164 Burg und Ort niederbrennen.
Der Schlossberg wurde 1175 durch einen Burggraben vom Moosberg getrennt. Das Plateau der Burganlage wurde dabei erhöht und begradigt, wobei bis zu 2,5 Meter starke Erdschichten aufgetragen und planiert wurden. Bereits zwei Jahre später wurde Gützkow mit der Burg durch dänische Truppen unter Waldemar I. erneut zerstört. Danach wurde die slawische Siedlung auf den Stadtberg verlegt, der Graben zwischen Schloss- und Moosberg auf 12 bis 15 Meter verbreitert. Zum Ende des 12. Jahrhunderts gehörte Gützkow zum Fürstentum Rügen, dass ein dänisches Lehen war. Das war von 1183 bis zur Schlacht von Bornhöved 1227, wobei der Einfluss der Rügenfürsten nur bis 1209 reichte, dann nahmen die bis dahin minderjährigen Herzöge das Lehen von Dänemark direkt.

### Burg der Gützkower Grafen

Schlossberg Gützkow – Turm der Grafenburg bei der Grabung 1933

In der ersten Hälfte des 13. Jahrhunderts wurde auf dem Schlossberg eine deutsche Burganlage errichtet. Dobroslawa, mutmaßliche Witwe des letzten Fürsten Wartislaw († 1233), soll in zweiter Ehe Jaczo von Salzwedel geheiratet haben und begründete mit ihm das Geschlecht der Grafen von Gützkow. Die Burg wurde als massiver Steinbau ausgebaut. Sie erhielt einen Bergfried von 16 Meter Durchmesser und 2 Meter Wandstärke, dessen Fundamente 6 Meter in die Tiefe reichten. Die Turmhöhe wird demnach auf 20 bis 25 Meter geschätzt. Eine Zugbrücke führte zum Moosberg, der als Vorburg diente und den Marstall und andere Wirtschaftsgebäude beherbergte. Unter den Grafen von Gützkow wurde die Anlage bis ins 14. Jahrhundert ausgebaut. Nach dem Tod des jungen Grafen Johann V. während des Rügischen Erbfolgekrieges 1351 und dem Tod des Onkels Johann IV. nach 1359 wurde die Burg noch bis 1378 von den Witwen der Gützkower Grafen bewohnt. Danach wurde das Lehen von den pommerschen Herzögen eingezogen.

### Herzogliches Schloss
In der folgenden Zeit stand die Burg wahrscheinlich leer und diente angeblich Raubrittern als Unterkunft. 1386 wurde sie durch ein Kontingent der Greifswalder und Stralsunder Bürgerwehr eingenommen und zerstört. Von 1412 bis 1422 waren Burg und Grafschaft Gützkow an Rikold von Lepel, danach bis 1425 an Tydeke von dem Borne verpfändet. Anschließend residierte Herzog Barnim VII. nach der Teilung Pommerns unter den Brüdern 1425 auf der Burg, die in dieser Zeit zu einem Schloss ausgebaut wurde. Nach seinem Tod 1451 setzte wieder der Verfall der Anlage ein. Die Ruine diente dann zur Gewinnung von Baumaterial. In der Zeichnung aus der Stralsunder Bilderhandschrift von 1615 und auf der Vedute am Rand der Lubinschen Karte von 1618 sind nur noch wenige Mauerreste erkennbar.

### Nutzung und Bodendenkmal

Schlossberg Gützkow – Streifen = Brandschicht 1164, oben Aufschüttung 1175

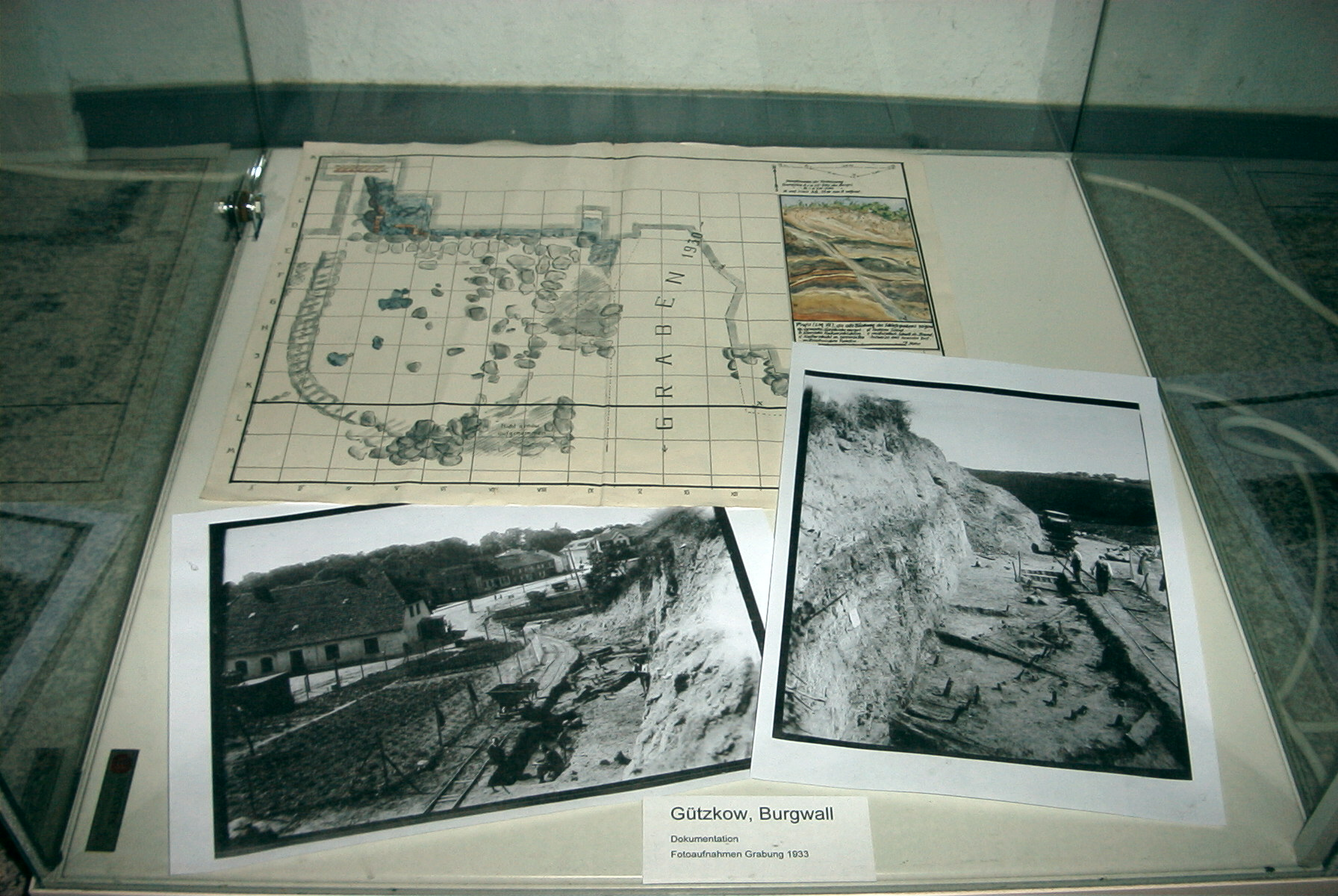
Vitrine mit orig. Dokumenten der Grabung 1933

Schlossberg Gützkow – Fundbeispiele 1933

1815 wurde der Schlossberg von Baron von Lepel auf Wieck erworben. Dieser ließ am nordwestlichen Rand des Hügels eine Brauerei errichten, wofür ein Teil der Erhebung abgetragen wurde. Dabei kamen Teile der früheren Burgschmiede zum Vorschein. Bis 1919 befand sich auf dem Schlossberg eine Windmühle. Vom Lepelschen Gut erwarb 1930 der Baumeister Ramien das Gelände des Schlossbergs, ließ es parzellieren und verpachtete es als Gartengrundstücke an Gützkower Bürger. Beim Beräumen des Berges für die Gärten kamen die Fundamente des Schlosses zum Vorschein. Nur kurze archäologische Dokumentationen erlaubte der Besitzer, dann ließ er alle Mauerreste und besonders alle Fundamente aus Feldsteinen abtragen. Schließlich waren es 700 m³, die Ramien für die spätere Nutzung als Pflastersteine herausbrechen ließ. 1933 wurde ein Teil des Berges im Burggraben abgetragen, um den nördlich gelegenen Mühlenteich auf Anweisung des Kreisarztes Peiper zuzuschütten. Kantor Ewert, der örtliche Bodendenkmalpfleger meldete an die Behörden, das wichtige archäologische Schichten angeschnitten werden. Eine Unterbrechung der Abgrabungen zwecks archäologischer Untersuchung wurde durch Ramien nicht zugelassen, da der Kreisvertrauensmann für Bodenaltertümer dafür keine Notwendigkeit sah. Obwohl ab Mai 1933 Geldmittel für archäologische Ausgrabungen zur Verfügung gestellt worden waren und Ende 1933 gut erhaltenes Holz einer slawischen Siedlung ausgegraben wurde, verhinderten Ramien und der Bürgermeister Jendis die Durchführung von wissenschaftlichen Untersuchungen. Historisch wertvolle Kulturschichten wurden in den Mühlenteich verkippt. Erst nach der Absetzung des Bürgermeisters durch den kommissarischen Landrat Ebhardt, der die Störung der Untersuchungen verbot, konnten diese fortgesetzt und 1934 abgeschlossen werden. 1939 wurde im Schlossberg ein großer Bunker – Luftschutzkeller mit zwei Ein- und Ausgängen errichtet. Aus diesem wurde nach dem Zweiten Weltkrieg alle Holzversteifungen als Bau- oder Heizmaterial entnommen.
1954 wurde das Areal vermessen und in die Denkmalschutzkartei aufgenommen. 1964 wurde der Schlossberg als bedeutendes Bodendenkmal in die Denkmalliste der Deutschen Demokratischen Republik und nach 1990 in die Europäische Denkmalliste eingetragen. Der Luftschutzbunker stürzte 1997 ein, der Einsturztrichter zeigte die Bergschichtung und wurde dann zugeschüttet. Bei der umfassenden Rekonstruktionen und erneuten archäologischen Untersuchungen ab 1998 wurden bis 2002 etwa 5000 Fundstücke geborgen. Seit 2000 ist der Schlossberg zur Besichtigung freigegeben. Eine Schautafel informiert über die Geschichte des Objektes.